# Forêt de Vimy
La Forêt de Vimy est une forêt domaniale située dans le département du Pas-de-Calais, au nord d'Arras. C'est une forêt de guerre.

## Géographie
La Forêt de Vimy s'étend sur le territoire des communes de : Angres, Bailleul-Sir-Berthoult, Farbus, Givenchy-en-Gohelle, Neuville-Saint-Vaast, Souchez,  Thélus et Vimy.
La forêt de Vimy forme un ensemble boisé avec le coteau boisé de Farbus et bois de l’Abîme.
Une zone boisée, dans le territoire canadien est interdite au public parce que non encore  déminée. La présence d'obus chimiques non explosés enfouis dans le sol en fait un territoire à risque où seuls peuvent pâturer les moutons.

## Faune et flore

### Principales essences d'arbres
- frêne (36 %)
- hêtre (28 %)
- érable sycomore (17 %)
- chêne pédonculé (5 %)
- chêne sessile (2 %)
- merisier (3 %)
- autres feuillus (8 %)
- résineux (1 %), sur le territoire canadien[3].